# سكوت ستاينر
سكوت كارل ريكستاينر (بالإنجليزية: Scott Steiner)‏ (ولد 29 يوليو، 1962) هو مصارع أمريكي محترف يعرف أكثر بالاسم سكوت ستاينر، كما يعرف من خلال ظهوره في منظمة ورلد تشامبيونشيب ريسلينغ (دبليو سي دبليو) جنبا إلى جنب مع أخيه الأكبر ريك كفريق ثنائي يعرف باسم ستاينر براذرز. وأيضًا بوصفه عضوًا في مجموعة نيو وورلد أوردر (إن دبليو أو). كما أنه معروف من خلال ظهوراته مع منظمات جيم كروكيت (جاي سي بي)، ووورلد ريسلينغ فيدرايشن / إنترتاينمينت (دبليو دبليو إف / إي)، وتوتال نونستوب أكشن ريسلينغ (تي إن إيه). لعب ستاينر خلال التسعينات والألفية الثانية في الأحداث الشهرية والمباريات الرئيسية في دبليو سي دبليو، دبليو دبليو إف، وتي إن إيه.
بينما كان يلعب المصارعة في دبليو سي دبليو، أصبح ستاينر بطل العالم مرة واحدة عندما فاز ببطولة دبليو سي دبليو العالمية للوزن الثقيل، وبطلاً لبطولة دبليو سي دبليو الولايات المتحدة مرتين، وبطل لبطولة دبليو سي دبليو التلفزيون العالمي مرتين، وبطل التاج الثلاثي في دبليو سي دبليو. كما أصبح أيضًا بطلاً للعام للمرة الثانية بفوزه ببطولة دبليو دبليو إيه العالمية للوزن الثقيل مرة واحدة عام 2002.
يعتبر ستاينر مصارعًا ناجحًا في قسم الفرق الثنائية. حيث فاز ببطولة العالم للفرق الثنائية 12 مرة (سبع مرات في منظمة ورلد تشامبيونشيب ريسلينغ، مرتين في منظمة وورلد ريسلينغ فيدرايشن، ومرتين في منظمة نيو جابان برو ريسلينغ مع أخيه ريك ومرة واحدة في منظمة توتال نونستوب أكشن ريسلينغ مع بوكر تي)، ومرة واحدة بطولة دبليو سي دبليو الولايات المتحدة للفرق الثنائية مع ريك في دبليو سي دبليو، ومرة واحدة بطل الفرق الثنائية في منظمة رينغ كا كينغ مع أبيس. تبلغ مجموعة التي فاز بها كافة خلال لعبه في منظمات دبليو سي دبليو، ودبليو دبليو إف / إي، وإن جاي بي دبليو، وتي إن إيه/رينغ كا كنغ، 19 بطولة.

## المسيرة في مصارعة الهواة
بعد تخرجه في المدرسة الثانوية، ذهب ستاينر إلى جامعة ميشيغان حيث تصارع في قسم ال190 رطل. تأهل ستاينر إلى الدرجة الأولى ل إن سي إيه إيه. وحقق المركز الخامس في بطولة بيغ تن. ثم حقق المركز الثاني لثلاث سنين متتالية. وفي 1986، حقق ستاينر المركز السادس.

## المسيرة في مصارعة المحترفين

### المسيرة المبكرة
تدرب ريكستاينر على يد الدكتور جيري جراهام الابن في نادي توريو الصحي في توليدو حيث لعب لأول مرة في منظمة وورلد ريسلينغ أسوسيايشن الواقعة في توليدو في عام 1986 تحت اسم سكوت ريإكستاينر. في 14 أغسطس، 1986 في ديربورن، فاز ريإكستاينر على ذا غريت ووجو ليربح بطولة دبليو دبليو إيه العالمية للوزن الثقيل. حافظ ريإكستاينر على البطولة حتى 3 مايو، 1987، عندما خسرها لووجو في توليدو. ثم قام بتشكيل فريق ثنائي مع مدربه غراهام. في 6 أكتوبر، 1987، فاز فريقهما على كريس كارتر ومحمد سعد في مباراة على بطولة دبليو دبليو إيه العالمية للفرق الثنائية. في 6 ديسمبر، خسرا البطولة لكارتر ودون كينت.
في عام 1988، انضم ريكستاينر إلى منظمة كونتيننتال ريسلينغ أسوسيايشن الواقعة في ممفيس حيث لعب تحت اسمه الحقيقي. كون ريكستاينر فريقًا ثنائًا مع بيلي جو ترافيس وهزما فريق كوبين خوروس بويز في مباراة على بطولة سي دبليو إيه العالمية للفرق العالمية في 29 مايو. في 6 يونيو، خسرا البطولة لغاري يونغ ودون باس. استعاد ريكستاينر وترافيس البطولة في 27 يونيو، وخسراها لفريق ذا روك آند رول آر بي إم إس (مايك ديفيس وتومي لين) في 15 أغسطس. شكل ريكستاينر فريقًا ثنائيًا جديدًا مع غِد جراندي حيث فازا ببطولة سي دبليو إيه العالمية للفرق العالمية في 18 فبراير، 1989 حين تغلبا على روبرت فولر وجيمي غولدن. انته عهد ريكستاينر الثالث والأخير بالبطولة في 25 فبراير عندما استعاد فولر وغولدن بطولة الفرق. غادر ريكستاينر منظمة سي دبليو إيه بعد فترة وجيزة.

### منظمات جيم كروكيت/وورلد تشامبيونشيب ريسلينغ (1988-1992)
ظهر لأول مرة ريكستاينر باسم سكوت ستاينر في منظمة ورلد تشامبيونشيب ريسلينغ (دبليو سي دبليو) في حدث ستارركايد 1988: ترو غِرتْ حين كان يشجع أخيهريك ستاينر الذي فاز على مايك روتوندا في مباراة على بطولة إن دبليو إيه للتلفاز العالمي. وبعد أن خسر ريك البطولة مرة أخرى إلى روتوندا في حدث تشي تاون رامبل، بدأ سكوت وريك العمل سويةً كفريق ثنائي بالاسم الإخوة ستاينر.
في 1 نوفمبر، 1989، في أتلانتا، جورجيا، فاز الاخوان ستاينر على فريق فابلوس فريبيردس (مايكل هايز وجيمي غارفين) حيث فازا بذلك ببطولة إن دبليو إيه العالمية للفرق الثنائية. حمل فريقهما البطولة لأكثر من 5 أشهر قبل خسارته لفريق دووم (بوتش ريد ورون سيمونز) في حدث كاميتول كومبات الذي أقيم في واشنطن العاصمة. في 24 أغسطس، فاز الإخوة ستاينر ببطولة إن دبليو إيه الولايات المتحدة للفرق الثنائية حين فازا على فريق ذا ميد نايت إكسبريس (بوبي ايتون ولين ستان) في ايست روثرفورد، نيو جيرسي. خلال عهدهما بالبطولة، انسحبت منظمة دبليو سي دبليو من منظمة ناشونال ريسلينغ أليانس (في يناير 1991) نتيجة لهذا، تم تغيير اسم البطولة إلى بطولة دبليو سي دبليو الولايات المتحدة للفرق الثنائية. تنافس الأخوان ستاينر في مباراة ألعاب الحرب التي أقيمت في في حدث ريسلوور 1991، وهي مباراة حصلت على تصنيف الخمس نجوم من ريسلينغ أوبسيرفر.في 18 فبراير، وبعد فوزهما ببطولة دبليو سي دبليو العالمية للفرق الثنائية، أصبحت بطولة دبليو سي دبليو الولايات المتحدة للفرق الثنائية شاغرة في 20 فبراير. في 21 مارس، وبعد أن فازا ببطولة آي دبليو جي بي للفرق الثنائية من هيروشي هاسي وكينسوك ساساكي في مباراة أقيمت في اليابان أثناء حدث دبليو سي دبليو/نيو جابان سوبر شو، بدأ المذيعون يشيرون إليهما بأنهما «أبطال التاج الثلاثي».
في عام 1990، بدأ ستاينر يلعب وحده كمصارع فردي. أثناء عطلة نهاية الأسبوع تقوم دبليو سي دبليو خلال برامجها التي تعرض على شبكة تي بي إس (دبليو سي دبليو ساعة قوة، ودبليو سي دبليو ليلة السبت، ودبليو سي دبليو الحدث الرئيس) باختيار مصارع لمواجهة ثلاثة نجوم مختلفين في سلسلة مباريات دبليو سي دبليو/إن دبليو إيه تتابع على كل البرامج الثلاثة في نهاية الأسبوع، حيث سيربح 10,000 دولار أمريكي إذا هزم النجم في كل البرامج الثلاثة معًا. كان ستاينر أول من نجح حيث لعب من سبتمبر 21-23 وفاز في الأولى على بوبي ايتون، وفي الثانية على ريك فلير، وفي الثالثة على آرن اندرسون. في 30 يناير، 1991، لعب ستاينر مباراة على بطولة دبليو سي دبليو العالمية للوزن الثقيل ضد حامل البطولة ريك فلير في حدث كلاش أوف ذا تشامبينس 14: ديكسي ديناميت، حيث انتهت المباراة بالتعادل في الوقت المحدد. في 29 سبتمبر 1992 فاز ستاينر ببطولة دبليو سي دبليو للتلفاز العالمي. غادر الإخوة ستاينر دبليو سي دبليو من أجل الانضمام إلى منظمة وورلد ريسلينغ فيدرايشن (دبليو دبليو إف) في نوفمبر بعد خلاف حول العقد مع النائب التنفيذي لرئيس دبليو سي دبليو بيل واتس.

### وورلد ريسلينغ فيدرايشن (1992-1994)
ظهر الإخوة ستاينر لأول مرة في تلفاز دبليو دبليو إف أثناء مقابلة في حلقة دبليو دبليو إف برايم تايم ريسلينغ التي جرت في 21 ديسمبر، 1992. ظهر الإخوة ستاينر في أول حلقة من ليلة الاثنين راو التي جرت في 11 يناير، 1993. أول حدث شهري ظهرا به هو رويل رامبل 1993 الذي جرى في في 24 يناير حين هزما الإخوة بيفرلي (بليك وبيو). في حدث راسلمينيا 9 الذي جرى في 4 أبريل، فاز الإخوة ستاينر على فريق هيدشنريكرس (سامو وفاتو).
بعد راسلمينيا، تعادى الإخوة ستاينر مع فريق موني إنك (تيد ديبياسي وآروين آر شيستر). في حدث كنغ أوف ذا رينغ 1993 الذي جرى في 13 يونيو، فاز الإخوة ستاينر وفريق ذا سموكن غنز (بيلي وبارت) على فريق موني إنك وهيدشنريكرس في مباراة فرق ثنائية لثمانية مصارعين. في الليلة التالية في كولومبوس أثناء حلقة راو التي جرت في 14 يونيو، فاز الإخوة ستاينر ببطولة دبليو دبليو إف للفرق الثنائية حين هزما فريق موني إنك. استعاد فريق موني إنك البطولة في في 16 يونيو أثناء حدث حي أقيم في روكفورد ثم خسراها مرة أخرى للإخوة ستاينر في حدث حي آخر أقيم في 19 يونيو في سانت لويس.
دافع الإخوة ستاينر عن بطولة الفرق الثنائية بنجاح ضد فرق هيفينلي بوديز (توم بريتشارد وجيمي راي ديل) في حدث سمرسلام 1993 الذي أقيم في 30 أغسطس.
في حلقة راو التي جرت في 13 سبتمبر في نيويورك، نيويورك، دافع الإخوة ستاينر عن بطولة الفرق الثنائية ضد فريق كوبيكرس كيبيك ضد و (جاك وبيار) في مباراة «قواعد مقاطعة كيبيك»، حيث يمكن الفوز بالبطولة عن طريق الإبطال. انتهت المباراة حينما ألقى مدير فريق مدير كوبيكرس، جوني بولو عصا هوكي في الحلبة والتي أمسك بها سكوت ستاينر. منح الحكم الفوز لفريق كوبيكرس حينما رأى الحكم سكوت ممسكًا بالعصا. في الأسبوع التالي، فاز سكوت على بيار في مباراة فردية جرت في راو. ستاينر شارك في مباراة الإزالة في حدث سورفايفر سيريس.
في 22 يناير، 1994، كان سكوت ستاينر أول المشاركين في مباراة رويل رامبل 1994. بعد تسع دقائق، أزاله ديزيل. في أعقاب ذلك، غادر الأخوان ستاينر منظمة دبليو دبليو إف في منتصف عام 1994.

### إكستريم تشامبيونشيب ريسلينغ (1995)
في 28 يوليو، 1995، ظهر الإخوة ستاينر لأول مرة في منظمة إكستريم تشامبيونشيب ريسلينغ (إي سي دبليو) في ميدلتاون، نيويورك حين هزما دادلي دادلي ومصاص دماء. في 4 أغسطس، هزما فريق دادلي دادلي وتو كولد سكوربيو في مباراة أقيمت في جيم ثورب، بنسلفانيا. ظهر الإخوة ستاينر لأول مرة في حلبة إي سي دبليو ارينا أثناء مباراة جرت في 5 أغسطس أثناء أمسية راسلبالووزا 1995 حين تعاونا مع إدي غيريرو وخسرا أمام سكوربيو، ودين مالينكو، وكاكتس جاك. في 25 أغسطس، في جيم ثورب، هزما سكوربيو ومالينكو، ثم هزما كريس بنويت وسكوربيو مساء اليوم التالي. في 28 أغسطس، هزما دادلي دادلي ودانسيس ويذ دادلي في كينيت سكوير، بنسلفانيا. في أمسية غانستا برادايس التي جرت في 16 سبتمبر، تعاونا مع تاز وخسرا أمام فريق ذا إليمينيتورس (جون كرونوس وبيري ساترن) وجايسون. في 23 سبتمبر، في ميدلتاون، هزما رايفن وستيفي ريتشاردز. ظهوره النهائي في إي سي دبليو كان في 28 أكتوبر حينام مع تاز وخسرا مباراة أمام فريق ذا إليمينيتورس.

### العودة إلى دبليو سي دبليو (1996-2001)

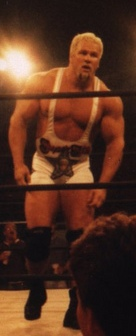
ستاينر أثناء تسجيل حلقة دبليو سي دبليو الثنين نايترو في عام 1998.

عاد فريق الإخوة ستاينر مرة أخرى إلى دبليو سي دبليو عام 1996. في 24 يوليو، 1996، ربح الفريق بطولة دبليو سي دبليو العالمية للفرق الثنائية من فريق هارليم هيت (بوكر تي وستيفي راي). غير أنهما خسرا البطولة لفريق هارليم هيت بعد ثلاثة أيام. بعد تكوين مجموعة نيو وورلد أوردر (إن.دبليو.أو)، بدأ الإخوة ستاينر عداوةً مع فريق أوت سايدر (سكوت هول وكيفن ناش) الذي فاز ببطولة دبليو سي دبليو العالمية للفرق الثنائية من فريق هارليم هيت.
في أواخر 1997/ وبدايات 1998، زادت كتلة ستاينر العضلية، وحلق شعره وظهر بسكسوكة على طريقة فو مانتشو. بدأ ستاينر عداوةً مع بف باغويل لمعرفة من هو صاحب اللياقة الأفضل. لاحقًا، بدأ ستاينر ينسحب من أي مباراة فرق ثنائية يخوضها مع أخيه ريك وأحيانًا لا يبدل دوره معه.
في 22 فبراير، 1998، انضم ستاينر إلى أن دبليو أو في حدث سوبربراول 8 من خلال مهاجمته لأخيه ريك بعدما كانا يدافعان عن بطولة دبليو سي دبليو العالمية للفرق الثنائية ضد فريق أوت سايدر. في الليلة التي تليها في دبليو سي دبليو الاثنين نايترو ظهر سكوت بمظهر جديد حيث صبغ شعره ولحيته باللون الأشقر وبدأت كتلة العضلات على ذراعيه بالازدياد. اعتمد سكوت لقبين جديدين هما: «الرعد الأبيض» (في إشارة إلى شعره المبيض وسكسوكة، وملابس المصارعة البيضاء) و«سوبر ستار» (إجلالًا للمصارع «سوبر ستار» بيلي غراهام)، ومضيفًا جرف إس أسودًا مماثل لسوبرمان. بعد فترة، تخلص ستاينر من كلا اللقبين وبدأ يلقب نفسه ب«مضخة بوبا الكبيرة». ستاينر أيضًا بدأ بارتداء نظار شمسية وقبعة شبكية حين يدخل إلى الحلبة. انضم ستاينر إلى بف باغويل وبقي عضوًا في إن دبليو أو حتى حُلت المجموعة في أوائل 1999.
في عام 1999، دخل ستاينر في عداوات مع غولدبيرغ، ودايموند دالاس بايج وبوكر تي وري ميستيريو الابن، حيث فاز ببطولة دبليو سي دبليو للوزن الثقيل الولايات المتحدة وبطولة دبليو سي دبليو للتلفاز العالمي. في أواخر 1999، أصيب في ظهره وغاب ليشفى حيث سحبت منه بطولة الولايات المتحدة نتيجة لذلك. في حلقة الاثنين نايترو في هيوستن، جاء ستاينر إلى الحلبة وأعلن أنه سيعتزل المصارعة بسبب هذه الإصابة. في وقت لاحق من تلك الليلة كشف ستاينر أنه بصحة جيدة حين انقلب على سد فيتشس. حينما توحدت مجموعة إن دبليو أو مجددًا في عام 2000، انضم ستاينر إليها مجددًا.
بعد أن حُلت مجموعة إن دبليو أو مرة أخرى، أصبح ستاينر عضوًا مركزيًا في فريق نيو بلوود الذي كونه فينس روسو وإريك بيشوف. في حدث سبرينغ ستيمبد 2000، شارك ستاينر في دورة مباريات على بطولة دبليو سي دبليو الولايات المتحدة حيث هزم ذا ووال بالإبطال حينما أعمى ذا ووال الذي كان على وشك أن يضربب ستاينر بحركة تشوكسلام فوق طاولة وهو ما تسبب بجعل ووال يضرب الحكم بدلًا من ذلك. ثم هزم مايك أوسم عندما جعله يستسلم بحركة «ستاينر ريكلاينر». فاز ستاينر بالبطولة بعد فوزه على ستينغ في المباراة النهائية، وإن كان ذلك بسبب تدخل من فامبيرو عدو ستينغ. في 26 نوفمبر، 2000، في ميلواكي، فاز ستاينر ببطولة دبليو سي دبليو العالمية للزن الثقيل حين فاز على بوكر تي (ويصبح بذلك بطل التاج الثلاثي في لادبليو سي دبليو). في يناير 2001، أصبح عضوًا في مجموعة ماغنفكينت سفن التي يقودها ريك فلير. وبعد عداوة مع بوكر تي استمرت لثلاث أشهر وخلال الأحداث الشهعرية المدفوعة الثمن، خسر ستاينر بطولة العالم للوزن الثقيل في الحلقة الأخيرة من الاثنين نايترو التي جرت في 26 مارس، 2001. بعد أن قامت منظمة دبليو دبليو إف بشراء منظمة دبليو سي دبليو (على عكس العديد من زملائه) لم ينضم ريكستاينر إلى دبليو دبليو إف، واختار بدلًا من ذلك الانتظار حتى ينتهي عقده مع إيه أو إل تايم وارنر في وقت لاحق من ذلك العام قبل البحث عن فرصٍ أخرى.

### وورلد ريسنغ أول ستارز (2001-2002)
بعد انتهى عقده مع إيه أو إل-تايم وارنر انتهت في نوفمبر 2001، انضم إلى ريكستاينر إلى منظمة وورلد ريسنغ أول ستارز، حيث توحد مع مرافقته ميدجاه. ظهر ستاينر في الأحداث الحية الخاصة بالمنظمة في أوروبا وأستراليا خلال عامي 2001 و 2002. ظهر ستاينر في ثالث حدث شهري مدفوع الثمن للمنظمة وهو حدث إيربشن الذي جرى في 12 أبريل، 2002 في ملعب رود لافر في ملبورن حيث ستاينر ناثان جونز لمباراة على بطولة دبليو دبليو إيه العالمية للوزن الثقيل. وعلى الرغم وجود مفوض دبليو دبليو إيه سد في الصف الأول في الحلبة، كان ستانينر قادرًا على خداع جونز والفوز عليه حين وضربه بحزام البطولة وثبته. حمل ستاينر البطولة لعدة أشهر (على الرغم من عدم دفاعه عنها) قبل أن يتخلى عنها في نوفمبر 2002 من أجل الانضمام إلى منظمة وورلد ريسلينغ إنترتاينمينت (دبليو دبليو إي). وقبل انضمامه إلى دبليو دبليو إي، لعب ستاينر مع أخيه ريك ستاينر حيث هزما هيروشي تاناهاشي وكينسوكي ساساكي في مباراة فرق ثنائية جرت في 2 مايو، 2002 في اليابان بنماسبة الذكرى الثلاثون لمنظمة نيو جابان برو ريسلينغ.

### العودة إلى وورلد ريسلينغ إنترتايمنت (2002-2004)

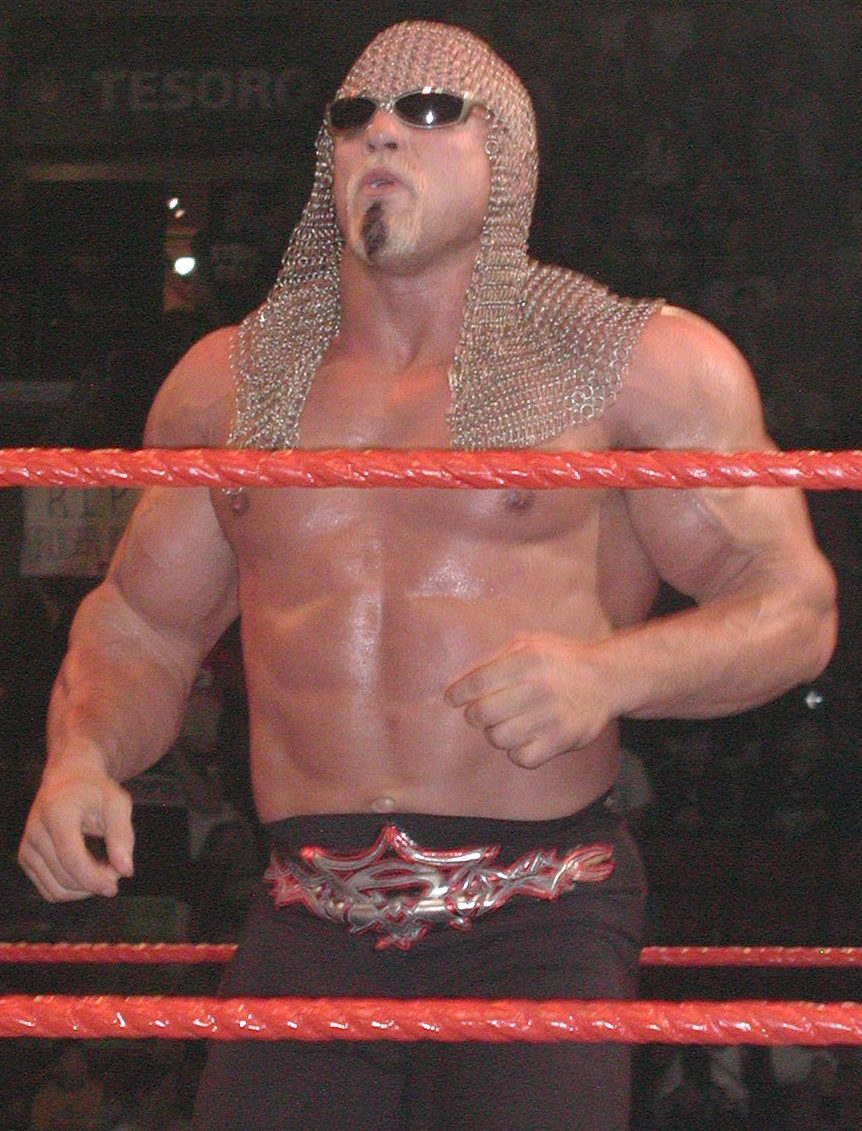
ستاينر في دبليو دبليو إي

في أكتوبر 2002، وقع ريكستاينر عقدًا لمدة ثلاث سنوات مع وورلد ريسلينغ إنترتايمنت حيث عاد إلى تلفاز دبليو دبليو إي بعد غياب ثماني سنوات في حدث سرفايفر سيريس 2002 الذي أقيم في 17 نوفمبر في في ماديسون سكوير غاردن. هناك، هاجم سكوت ستاينر مات هاردي كريستوفر ناونيسكي بعد أن ألقيا خطابًا إهانا فيه مدينة نيويورك، هذا المر جعله محبوبًا بين المشجعين.
خلال الأسابيع التالية، حاول المديران العامان إريك بيشوف وستيفاني مكماهون التودد لستاينر من أجل ضمه لراو أو لسماكداون!. نجح بيشوف في نهاية المطاف، بعد أن رفضت مكماهون نصيحة ستاينر الجنسية.
على راو، تعادى ستاينر مع بطل العالم للوزن الثقيل تربل إتش، مما أدى إلى مبارتا بطولة في حدث رويل رامبل 2003 ونو واي آوت. فاز ستاينر في المباراة الأولى بالإبطال (بعد أن هاجمه تربل إتش بمطرقة ثقيلة) وخسر المباراة الثانية عن طريق التثبيت.
في 14 أبريل، نتاظر ستاينر ضد ناونيسكي حول حرب العراق. وفي وقت لاحق من ذلك العام، كون ستاينر فريقًا ثنائيًا مع تيست مع ستايسي كيبلر مديرة لهما. استمر الفريق عدة أشهر، وكان على عداء مع فريق لا ريسيستانس. انتهى الفريق بعد أن تحول تيست إلى مكروه وبدأ يكره كيبلر. في 15 يونيو، فاز ستاينر على تيست في مباراة ضغينة حيث ربح بذلك خدمات كيبلر الإدارية في حدث باد بلوود، لكنه خسر الخدمات في مباراة إعادة جرت أثناء حلقة راو في 18 أغسطس. في حدث أنفورغيفن الذي جرى في 21 سبتمبر، واجه ستاينر تيست مع وجود خدمات كيبلر الإدارية مرة أخرى على المحك، ومع وجود شرط إضافي ينص على كون ستاينر خداما لتيست إذا خسر. خسر ستاينر بعد تدخل كيبلر وأعيد جمع الفريق مجددًا. تسبب خطأ كيبلر في خسارة الفريق مباراة أثناء حلقة راو التي جرت في 29 سبتمبر حيث ضربها ستاينر المحبط بحركة سوبليكس بطن لبطن وتحول إلى مكروه نتيجةً لذلك. واصل ستاينر وتيست فريقهما مع بقاء كيبلر مديرتما المترددة.
عانى ريكستاينر من إصابة في عام 2004، حيث غاب بسببها لمدة شهرين. وبنما كان مصابًا، قامت منظمة دبليو دبليو إي بتحريره من عقده في 17 أغسطس.

### الدائرة المستقلة (2004-2005)
في يوليو 2004، خضع ستاينر لعملية جراحية في القدم حيث أدخلت فيها ستة مسامير، ولزرع وتر، ولتطيعم العظام. وبقي يرتدي الجبيرة لمدة ثمانية أشهر حتى تعافى. عاد إلى الحلبة في 28 أغسطس، 2005 في أشفيل، كارولينا الشمالية في منظمة يونيفيرسال تشامبيونشيب ريسلينغ حيث تحالف مع أخيه ريك لهزيمة ديسكو إنفيرنو وجيف لويس. لعب ستاينر لفترة وجيزة في منظمة إل أو غيه حيث كان يتعاون مع باجويل بوف لفترة وجيزة ف عداوتهم ضد فريق فايم أند فورشن.

### توتال نونستوب أكشن ريسلينغ (2006-2010)

#### البداية والتحالف مع جيف جاريت وكريستيان كايج (2006-2007)

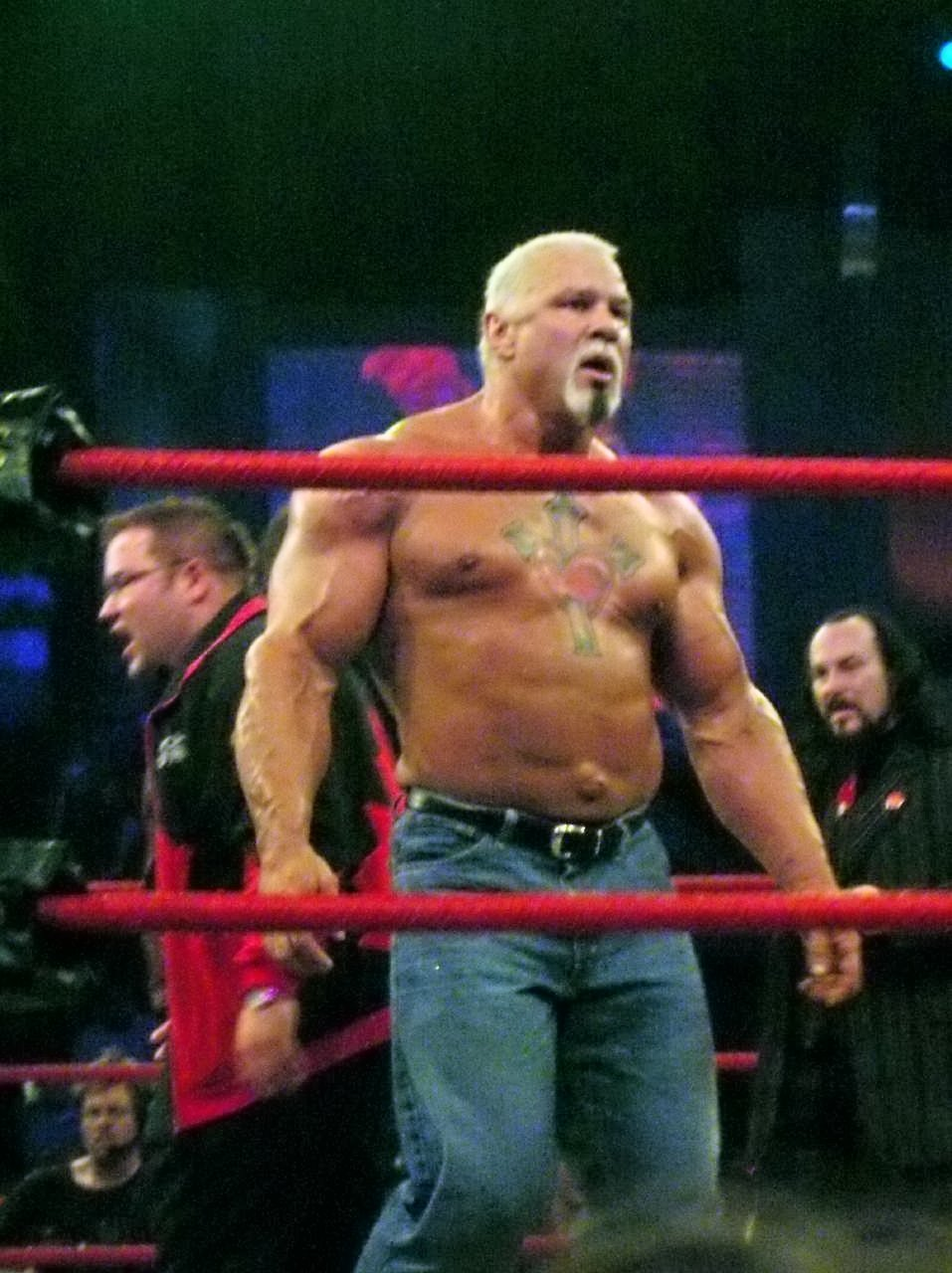
ستاينر في تي إن إيه

ظهر ستاينر لأول مرة في توتال نونستوب أكشن ريسلينغ (تي إن إيه) أثناء حدث ديستنيشن إكس 2006 قبل أن يظهر لأول مرة في تي إن إيه إمباكت! في 18 مارس عندما يعرف نفسه على أنه حارس جيف جاريت. في الاسابيع التالية، هاجم شساينر مصارعين وموظفين في تي إن إيه حيث طالب بالتعاقد معه.
في 23 أبريل، 2006 في حدث لوكداون خسر جيف جاريت وسكوت ستاينر وفريق اميركا موست وانتد لفريق ستينغ وإيه جي ستايلز ورون كلينقيس وراينو في مباراة ليثال لوكداون. بعد الخسارة، قام ستاينر وجاريت بتحدي ستينغ وأي مصارع من اختياره إلى مباراة في حدث سكرافايس. حاول قام ستينغ الاختيار بين ليكس لوغير وبف باغويل وريك ستاينر إلا أنه لم يختر أحدًا وفضل أن يختار ساموا جو. وفي حدث سكرافايس، فاز ستينغ وساموا جو على جيف جاريت وستاينر.
بعد أن فشل في التأهل إلى مباراة كنغ أوف مونتن بسبب خسارته لستينغ، لعب ستاينر وخسر أمام ساموا جو في حدث سلامفيرساري. في حدث فيكتوري رود، لعب ستاينر مباراة رباعية ضمته وساموا جو، وستينغ، وكريستيان كايج في مباراة لتحديد المتحدي الأول لبطولة إن دبليو إيه العالمية للوزن الثقيل. فاز ستينغ في المباراة بعد أن ثبت ستاينر. بعدها، عاد ستاينر إلى دوره كحارس لجيف جاريت. ثم لعب ضد كريستان كايج في حلقة أمباكت! في 10 أغسطس وكان مع جاريت أثناء مباراته في حدث هارد جستيس ثم أختفى من تي إن إيه.
في 8 فبراير، 2007، عاد ستاينر إلى تي إن إيه بصفته «المستشار الخاص» لبطل بطولة إن دبليو إيه العالمية للوزن الثقيل كريستيان كايج أثناء مباراة قفص بين كايج ضد كورت أنجل في حدث اغينتيس أول أودز حيث تدخل لمصلحة كايج وكلف أنجل المباراة. بعدها، انضم إلى فريق كرستيان كواليشن. فاز ستانير على أنجل في مباراة غنتلت فور غولد التي تخول الفائز فيها إلى لعب مباراة أمام البطل كريستيان كايج. في حدث ديستنيشن إكس، خسر ستاينر أمام كورت أنجل. وفي حدث فيكتوري رود، لعب ستاينر في فريق كايج ضد فريق أنجل في مباراة ليثل لوكداون حيث خسر فريق كايج.

#### إعادة فريق ستاينر براذرز (2007)
في حدث سكرافايس، عاد ريك ستاينر إلى تي إن إيه وأعاد تكوين فريق ستاينر براذرز مع شقيقه سكوت ستاينر. كان يفترض أن يلعب فريقهم ضد فريق ثري دي في مباراة «الحلم» في حدث سلامفيرساري. غير أن رود واريور أنيمال حل محل سكوت ستاينر بعد أن أصيب في حنجرته جراء ركلة تعرض لها في بورتوريكو. عاد ستاينر إلى تي إن إيه في 15 يوليو، 2007 في حدث فيكتوري رود وجعل براذر راي يخسر إحدى مبارياته. في حدث باوند فور غلوري، فاز فريق ستاينر براذرز على فريق ثري دي في مباراة طاولتين من ثلاث. ثم لعب الفريق في حدث جينيسيس ضد أبطال الفرق إيه جي ستايلز وتومكو في مباراة على اللقب إلا أنهما خسرا البطولة.

#### عداوات مختلفة (2007-2008)

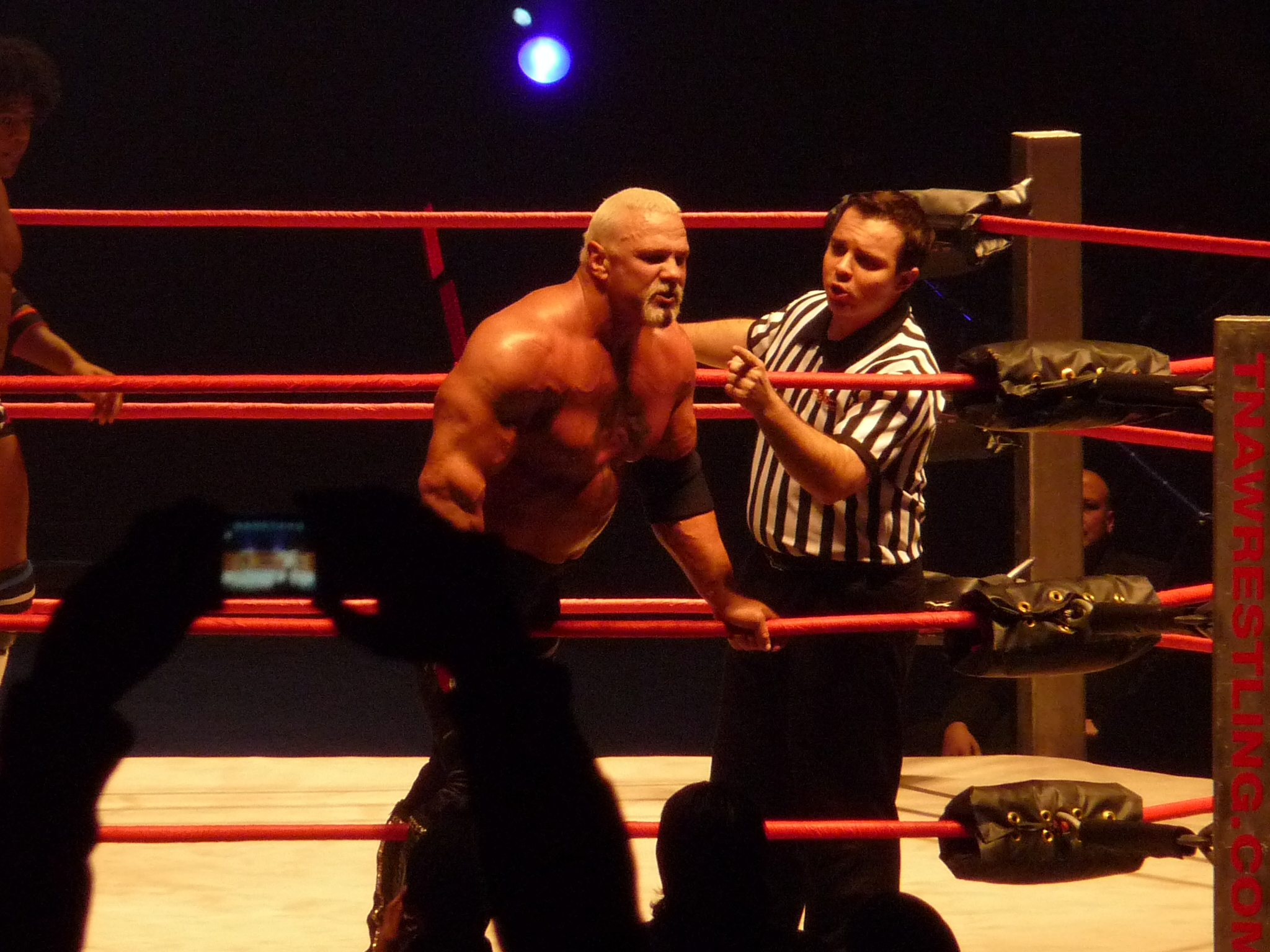
ستاينر في أحد عروض تي إن إيه الحية

لعب ستاينر في مباراة فيست أور فايرد التي أقيمت في حدث تترينغ بوينت، ونجح في الفوز بإحدى الحقائب والتي كانت تحتوي على عقد مباراة على بطولة تي إن إيه العالمية للوزن الثقيل، في 13 ديسمبر وأثناء حلقة تي إن إيه إمباكت! فاز ستاينر على بيتي وليامز، وبي جي جيمس، وكريستوفر دانيلز. بعد المباراة عرض جيم كورنيت على ستاينر مبلغ 50,000 دولار أمريكي لكي يتخلى عن حقيبته، لكن ستاينر رفض العرض. بعدها بدل ستاينر حقيبته مع حقيبة بيتي وليامز التي احتوت على عقد مباراة بطولة تي إن إيه إكس ديفيجن، ثم قال أنه يرغب ستاينر في استعادة حقيبته الأصلية في الأسبوع القادم. في حدث اغينتس أول اوودز فاز ستاينر على بيتي وليامز ليربح الحقيبتين بعد أن ظهرت مصارعة جديدة هي راكا خان. ثم تحدى أي مصارع إلى مباراة على كلتا الحقيبتين، أجاب ويليامز التحدي. غير أنه خسر المباراة بسبب تدخل راكا خان مجددا. بعدها بدأ ستاينر مرشدًا لويليامز حيث أعطاه في 17 أبريل حقيبة إكس ديفيجن والتي أستخدمها ويليامز بنجاح خلال حلقة إمباكت! على جاي ليثل. في حدث سكرافايس اختار ستاينر أن يواجه بطل بطولة تي إن إيه العالمية للوزن الثقيل ساموا جو على البطولة غير أنه خسر بسبب تمزق الرباط الصليبي الأمامي في ركبته والذي يتطلب عملية جراحية.
في مارس 2008، لعب ستاينر في منظمة اسستينسيا اسيسوريا إي ادمنيستراسيون (إيه إيه إيه) في حدث راي دي راي (2008) حين لعب مع رون كلينقيس وكونان و (إليكتريكشوك وكينزو سوزوكي) ضد إل البيريخي، وتشارلي مانسون، ولاريدو كيد، وتشافو غوريرو الأب.

#### فريق ماين إيفنت مافيا (2008-2009)

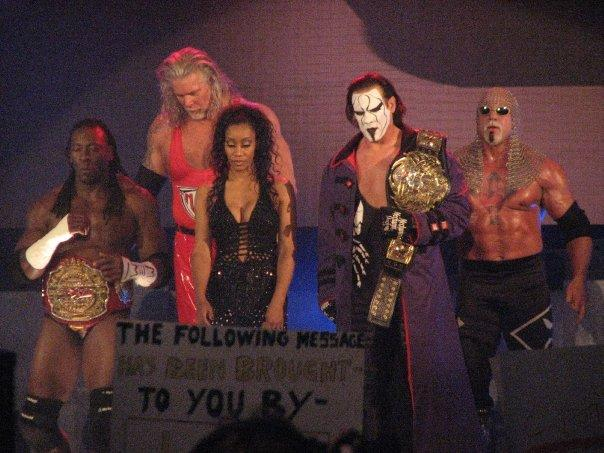
ستاينر في أقصى اليمن مع فريق ماين إيفنت مافيا بدون كورت أنجل

في 30 أكتوبر وأثناء حلقة إمباكت!، عاد ستاينر، وانضمم إلى مجموعة ماين إيفينت مافيا عندما هاجم العديد من المصارعين بأنبوب. في 13 نوفمبر وأثناء حلقة إمباكت! أنقلب ستاينر على محميه السابق بيتي ويليامز بعد أن حاول ويليامز التحدث معه ماين إيفينت مافيا. رماه ستاينر من فوق سلم بعد أن ضربته قلبها مجموعة ماين إيفينت مافيا وراء الكواليس.
في جينيسيس، فاز فريق ميك فولي، وإيه جي ستايلز، وبرذر ديفون على ستاينر، وبوكر تي، وكيوت كب. حيث حل كب محل كيفن ناش الذي أصيب قبلها بعد أن نفذ فولي حركة دبل أندرهوك دي دي تي على ستاينر على كرسي. في حدث أغينيتس أول أودز، فاز ستاينر على بيتي ويليامز بعد أن نفذ حركة ستاينر سكرودرايفر.
ثم بدأ ستاينر عداوة مع ساموا جو بعد أن ظل جو يهدد ويهاجم ستاينر عدة أسابيع حتى حدث ديستنيشن إكس، حيث فاز ستاينر على جو بالإبطال وتقاتلا إلى خارج الحلبة.
ثم كون ستاينر وبوكر تي فريقًا ثنائيًا. في حدث فيكتوري رود، فاز فريقهما ببطولة تي إن إيه العالمية للفرق الثنائية عندما تغلبا على فريق بير موني إنك (جيمس ستورم وروبرت روود). في حدث باوند فور غوري، خسرا البطولة لفريق بيرتش إنفيجن في مباراة فرق رباعية (شملت أيضا فريق ثري دي وفريق بير موني إنك).
في الحلقة التالية في إمباكت! أعلن كورت أنجل عن حل مجموعة ماين إيفنيت مافيا وهو شيء رفض ستاينر القبول به.

#### المغادرة (2009-2010)
بعد حل الفريق، بدأ ستاينر عداوة مع بوبي لاشلي وهزمه في حدث ترننغ بوينت في مباراة تثبيت في أي مكان.تريينغ بوينت. بعدها بشهر لعب مباراة آخر رجل يقف أمام بوبي لاشلي في حدث فاينل ريسولوشن حيث هسر مرة أخرى.
في 4 فبراير، 2010، تم حذف صفحة ستاينر من موقع تي إن إيه الرسمي. وتم تأكيد مغادرته في الأسبوع التالي.

### وورلد ريسلينغ كونسيل (2010-حتى الآن)
بعد أن غادر ستاينر من تي إن إيه، ظهر في منظمة وورلد ريسلينغ كونسيل (دبليو دبليو سي) الذي يقع في بورتوريكو. حيث ظهر في شهر مارس وهاجم بطل بطولة دبليو دبليو سي يونيفيرسال للوزن الثقيل راي غونزاليس. في 3 أبريل في حدث كامينو آ لا غلوريا 2010 (بالعربية: طريق المجد)، لعب ستاينر أول مباراة له في دبليو دبليو سي عندما خسر مباراة على بطولة دبليو دبليو سي يونيفيرسال للوزن الثقيل أمام راي غونزاليس. غير أنه فاز على غونزاليس في 24 أبريل في مباراة على لقب البطولة بطل بطولة دبليو دبليو سي يونيفيرسال للوزن الثقيل الجديد. في 29 مايو، تم سحب البطولة من ستاينر بعد أن انتهت مباراة جرت بينه وبين غونزاليس بدون نتيجة. في 11 يوليو، خسر ستاينر أمام غونزاليس في مباراة على البطولة حكمها ريكي باندراس.

### العودة إلى تي إن إيه ريسلينغ (2011-2012)
في 12 يناير، 2011، وأثناء تسجيل مباريات حلقة 27 يناير من إمباكت!، عاد ستاينر كمحبوب عندما أنقذ كورت أنجل، ومات مورغان، كريسمون، من فريق إمورتل وفورشن. في الأسبوع التالي، انقلب فريق فورشن على فريق إمورتل وتحالفوا مع ستاينر وأنجل وكريسمون. لعب ستاينر أول مباراة له بعد عودته في حدث أغينتس أول أودز في 13 فبراير عندما لعب هو وجيمس ستورم، وروبرت روود، وهزموا فريق إمورتل (روب تيري وغنر وميرفي) في مباراة فرق لستة مصارعين عندما استعمل حركة فرانكنستاير. ثم بدأ ستاينر في عداوة مع روب تيري عندما هاجمه تيري أثناء استعراض بين الاثنين في حلقة إمباكت! التي جرت في 24 فبراير. في الأسبوع التالي فاز ستاينر على تيري في مباراة فردية. وبعد أشهر من الغياب، أعلن عن فسخ عقد ستاينر مع تي إن إيه.

## الظهور الإعلامي

### التمثيل
في 1 فبراير، 2001، ظهر ريكستاينر في السلسلة تلفزيونية شارمد، حيث لعب دور «ذا ميغا مان» في حلقة «ريسلينغ ويذ ديموندز». كما ظهر قناة ديزني في برنامج ذا جيرسي بصفته سكوت ستاينر.

### قرص دي في دي
في 12 ديسمبر، 2009، قام ستاينر بإصدار تدريب على قرص دي في دي بعنوان سكوت ستاينر فريك شو: بيغ ببا بمب وركأوت.

## الحياة الشخصية
سكوت ريكستاينر شقيق المصارع روبرت ريكستاينر المعروف باسم ريك ستاينر.

### إصابته عام 2007
في 3 يونيو، 2007، بينما كان يصارع أبولو في حدث حي لتي إن إيه في سان خوان، أصيب ستاينر في حنجرته بعد أن تلقى ركلة فيها. وبعد أن بدأ يسعل دما من حنجرته، تم نقله بواسطة سيارة إسعاف إلى المستشفى حيث تم تشخيص حالته بأنه مصاب بتمزق بالقصبة الهوائية حيث أعطيت له خمس ساعات لكي يعيش. وضع ستاينر في غيبوبة لمدة يومين بعد أن قام الأطباء بقص أضلاعه ورئته لإصلاح التمزق، ثم بدؤوا في تصريف السوائل من رئتيه، وهي العملية التي استغرقت اسبوعين. وبسبب عدم قدرته على السفر جوًا (لإمكانية انهيار رئته بسبب التغير في ضغط الهواء)، غادر ستاينر بورتوريكو على السفينة، وعاد إلى الولايات المتحدة بعد أسبوع واحد.

### الجدل
أدت زيادة وزن ريكستاينر في أواخر الستعينات إلى مزاعم باستخدامه للمنشطات، وهو ما أنكره. كما زعم أن منظمة وورلد ريسلينغ إنترتاينمينت (دبليو دبليو إي) طلبت منه فور عودته إليها في أواخر عام 2002 الخضوع لاختبار المنشطات حيث وافق على شرط أن يجرى اختبارًا مشابهًا على تريبل اتش وهو ما لم يحدث.
في 21 أبريل، 1998، في تشيروكي، جورجيا، هدد ريكستاينر موظف وزارة النقل في جورجيا بول كاسبرين بعد أن أبلغه كاسبرين بأن أحد ممرات الخروج من الطريق مغلقة. حيث ضرب كاسبرين مرتين بسيارته البيك أب من نوع فورد إف-250 (لم يصب كاسبرين بإصابة بليغة). أعتقل ريكستاينر في وقت لاحق. وفي 17 مارس، 1999، أقر بأنه مذنب في الاعتداء، وهذا النوع من الجرائم قد تصل عقوبتها القصوى إلى 30 عاما في السجن. وفقا لقواعد مقاطعة جورجيا، فإن الجاني الذي يعتقل لأول مرة يعتبر غير مذنب. حكم القاضي مايكل جيم روش على ريكستاينر بعشرة أيام في سجن مقاطعة تشيروكي. كما حكم على ستاينر أيضا بسبع سنوات مراقبة وأمره بدفع 2500 دولار كغرامة. كما أمر أيضًا بأداء 200 ساعة في خدمة المجتمع.
في أواخر أيامه في منظمة ورلد تشامبيونشيب ريسلينغ (دبليو سي دبليو)، بدأ ريكستاينر عداوة حقيقة مع زميله دايموند دالاس بايج بعد أن قام ستاينر بالإساءة إلى زوجة بايج كيمبرلي خلال مقابلة.أدى هذا إلى نشوب عراك بين ستاينر وبايج في نهاية المطاف في داخل غرفة خلع الملابس. المعركة نفسها استغرقت أقل من 30 ثانية قبل أن يتدخل باقي المصارعون ويقومون بفصل ستاينر عن بايج.
في حلقة 7 فبراير، 2000، من نايترو، أغضب ريكستاينر المسؤولين في دبليو سي دبليو عندما وجه انتقاداته نحو ورلد تشامبيونشيب ريسلينغ (دبليو سي دبليو) وريك فلير خلال مقابلة حقيقة. في سياق المقابلة، قال ستاينر أن ريك فلير عندما يظهر على التلفزيون، فإن «الناس يستخدمون جهاز التحكم عن بعد ويقومون بتغيير قناتهم إلى قناة دبليو دبليو إف لمشاهدة ستون كولد وهو شخص طردته أنت وأصدقائك من هنا». قام ستاينر بدعوة فلير ب«الحمار» و«محب المصلحة» وأنه «نذل» وقال في آخر كلامه «دبليو سي دبليو فاشل». قام دبليو سي دبليو بعدها بإيقافه لمدة اسبوعين مع دفع راتبه بسبب الحادث.
في يناير 2001، ألقي القبض على ريكستاينر بعد أن ضرب راندال مانكنز راندال وهو فني الطوارئ الطبية أُدخل إلى الحلبة كجزء من سيناريو معالجة مايكل مودست وكريستوفر دانيالز الذين كانا يعانيان من إصابة مخطط لها في ساقهما تسبب بها ريكستاينر. عندما دخل مانكنز إلى الحلبة، ضربه ريكستاينر مرتين. اعتقل ريكستاينر بتهمة الاعتداء في صبيحة اليوم التالي. أسقطت التهم لاحقا عندما قال ريكستاينر أنه لم يكن على علم بأن مانكنز فني طوارئ بل اعتقد أنه أحد الممثلين في السينايو.
في عام 2001 تشاجر ستاينر مع وكيل الطريق في دبليو سي دبليو تيري تايلور.
في ديسمبر 2005، أخرج ريكستاينر مع ليكس لوغر وبف باجويل من رحلة كانت من منيابولس إلى وينيبيغ، مانيتوبا في أعقاب قيامهم بإثارة اضطرابات على متن الطائرة. اعتقل الرجال الثلاثة لعدة ساعات قبل أن يطلق سراح ريكستاينر وباجويل وسمح لهم بمواصلة رحلتهم باستثناء لوغر. الذي بقي واتهم وسجن في وقت لاحق.
بعد مغادرته من تي إن إيه، بدأ ريكستاينر في مهاجمة إدارة تي إن إيه (على وجه التحديد هولك هوغان وإريك بيشوف) عبر موقع تويتر. نتيجة لذلك، تم إنذاره من قبل محامين تي إن إيه. وبعد أن واصل هجومه من خلال تصريحات مماثلة، قدمت تي إن إيه شكوى قانونية ضده في يونيو 2012.

## في المصارعة
- الحركة القاضية
  - فرانكنستاينر[1][39]
  - ستاينر سكريودرايفر | إس إس دي (فارتيكل سوبليكس بايلدرايفر) - كان يستخدمها في التسعينات والآن يستخدمها بشكل متفاوت[1][39]
  - ستاينر فلتلاينير (عكس حركة إس تي أو) - 2002-2004، يستخدمها بشكل متفاوت[1][39]
  - ستاينر ريكلاينير (ستاندينغ كمل كلتش)[1][3][40]
  - سوبر ساموان دروب[1][41]
  - دبل أندرهوك بوربومب - منتصف وأواخر التسعينات ولآن يستخدمها بشكل متفاوت[1][42]
- حركات معروف بها
  - إيلبو دروب، يتبعها بتمرين الانبطاح
  - عكس الدي دي تي[1][42]
  - ميلتاري بريس دروب[41][43]
  - سوبليكس بشكل مختلف عن كل مرة
    - بيلي تو باك[1][42]
    - دبل أندرهوك سوبليكس[40]
    - دراغون سوبليكس[41]
    - إكسبلودر[1][44] - أحيانا من فوق الحبال
    - جيرمان سوبليكس
    - غوترينش سوبليكس[45]
    - نورثين لايتس سوبليكس
    - بيلي تو بيلي – أحيانا إلى الجانب وأحيانا من فوق الرأس[1][42]
    - سوبربليكس[45]

  - ستاينر لاين (لاريت)[1]
  - إس تي إف[41]
  - تايلت اريل سلام[46]
- مع ريك ستاينر
  - ستاينر دي دي تي (ريك ستاينر يحمل الخصم ويقوم سكوت بتنفيذ حركة دي دي تي من مكان عالي)
  - ستاينر ديفايس (حمل ريك الخصم على كتفيه ويقوم سكوت بتنفيذ حركة كلوزلاين من مكان عالي)
  - سكوت يحمل الخصم ويقوم ريك بتنفيذ حركة بولدوغ من مكان عالي[47]
  - ستاينر لاين (حركة جيرمان سكوبليكس وإس تي أو)
- مع بوكر تي
  - بيرهوغ (ستاينر) ركلة على الوجه (بوكر تي)
  - دبل شوكسلام[48]
- مدراء
  - بف باغويل
  - تيد ديباسي[49]
  - إيدي جيلبرت
  - مسي هيات[49]
  - ستايسي كيبلير[49]
  - ميدجاه[49]
  - راكا خان[49]
  - فتيات إن دبليو أو
  - شاكيرا[49]
  - فينسينت[49]
  - توغو ياماتو
- الألقاب
  - «ذا بيغ باد بوتي دادي»[1][39]
  - «بيغ ببا بمب»[1][39]
  - «ذا جينتيك فريك»[1][39]
  - «فريكزيلا»[1][39]
  - «سوبر ستار»[1][39]
  - وايذ ثندر" [1][39]
- أغنية الدخول
  - ويلكم تو جنغل" بواسطة غنس إن روسيس (استخدمها في إن دبليو أو/ دبليو سي دبليو / إي سي دبليو) – 1989-1990 و 1995
  - «ذا بيست إ زيت تو كم» (استخدمها في إن دبليو أو / دبليو سي دبليو) - 1990
  - سوامب دوغ" (استخدمها في إن دبليو أو / دبليو سي دبليو) – 1990-1992
  - «ستار سبانغيلد بانر» (دبليو سي دبليو) – في حدث ستاركد 1990
  - «ذا واي أوف ويزارد» (إن جاي بي دبليو) – 1991-1997
  - «ذا فيكتورس (أغنية جامعة ميشيغان)» (دبليو دبليو إف) – 1992-1994
  - «ستاينرازد» بواسطة د.كوت وإم.سيتز وجي.بابا (دبليو سي دبليو 1992 ومنذ 1996 حتى 1998 و 2000)
  - «روكهاوس» بواسطة جيمي هارت وجي. هيلم (استخدمها عندما كان عضوا في فريق نيو وورلد أوردر)
  - «وولفباك ثيم» (استخدمها عندما كان عضوا في فريق كيفن ناش نيو وورلد أوردر إليت)
  - استخدم ستاينر في منظمة دبليو دبليو إي صوت دوريات الشرطة يسبقها صوته وهو يقول (هولا إف يا هير مي)
  - «ماين إيفينت مافيا» بواسطة دالي أوليفر (استخدمها عندما كان عضوا في فريق ماين إيفينت مافيا عام 2008-2009)
  - في منظمة تي إن إيه استخدم صوت دوريات الشرطة مختلف عما استخدمه في دبليو دبليو إي ولكن بدون أن يقول (هولا إف يا هير مي)

## بطولات وجوائز

### مصارعة الهواة
- ناشونال كوليجايت اثيلك اسكوايشن
- قسم عام 1983| دورة بيغ 10-المركز الخامس[1]
- قسم عام 1984| دورة بيغ 10-الوصيف[1]
- قسم عام 1985| دورة بيغ 10-الوصيف[1]
- قسم عام 1986| دورة بيغ 10-الوصيف[1]
- قسم عام 1986| دورة أول اميركان-المركز السادس[1]

### مصارعة المحترفين
- كونتيننتال ريسلينغ أسوسيايشن
  - بطولة سي دبليو إيه للفرق الثنائية [1][50] (ثلاث مرات) مع بيلي ترافيس (مرتان)، مع جيد غروندي (مرة)
- منظمات جيم كروكيت / ورلد تشامبيونشيب ريسلينغ
  - بطولة إن دبليو إيه الولايات المتحدة للفرق الثنائية (مرة) – مع ريك ستاينر [1][50]
  - بطولة إن دبليو إيه العالمية للفرق الثنائية (نسخة ميد اتلانتيك) (مرة) – ريك ستاينر[1][50]
  - دبليو سي دبليو الولايات المتحدة للوزن الثقيل (مرتان) [1][50]
  - بطولة الوزن الثقيل العالمية دبليو سي دبليو (مرة) [1][50]
  - بطولة دبليو سي دبليو العالمية للفرق الثنائية (ست مرات) – مع ريك ستاينر[1][50]
  - بطولة التلفزيون العالمية دبليو سي دبليو (مرتان) [1][50]
  - دورة بات أوكونور التذكارية للفرق الثنائية (1990) – مع ريك ستاينر
- ميد اتلانتيك تشامبيونشيب ريسلينغ
  - بطولة إن دبليو إيه ميد اتلانتيك للوزن الثقيل (مرة) [50]
  - بطولة إن دبليو إيه ميد اتلانتيك للفرق الثنائية (مرة حاليا) – مع ريك ستاينر [1][50]
- نيو جابان برو ريسلينغ
  - بطولة اي دبليو جي بي للفرق الثنائية (مرتان) – مع ريك ستاينر[1][50]
- برو ريسلينغ أمريكا
  - بطولة بي دبليو إيه للفرق الثنائية (مرة) – مع ريك شتانير[1][50]
- برو ريسلينغ إيلوستريتد
  - بي دبليو اي أفضل فريق ثنائي للسنة (1990، 1993)
  - بي دبليو أي وضعته في المركز الثاني في قائمة أفضل مائة فريق ثنائي (جائزة بي دبليو إيه ييرز) مع ريك ستاينر في 2003 [51]
  - بي دبليو أي وضعته في المركز السادس في قائمة أفضل 500 مصارع (جائزة بي دبليو أيه 500) عام 1991 [52]
- ستارز اند ستربيس تشامبيونشيب ريسلينغ
  - بطولة إس إس سي دبليو للوزن الثقيل (مرة) [1][50]
- توتال نونستوب أكشن ريسلينغ
- بطولة تي إن إيه العالمية للفرق الثنائية (مرة) – مع بوكر تي[1][50]
- وورلد ريسلينغ أول ستارز
  - بطولة دبليو دبليو إيه العالمية للوزن الثقيل (مرة)[50]
- وورلد ريسلينغ اسوكايشن (انديانابولس)
  - بطولة دبليو دبليو إيه العالم للوزن الثقيل (مرة) [1][50]
  - بطولة دبليو دبليو إيه العالمية للفرق الثنائية (مرة) – مع جيري غراهام الإبن[1][50][53]
- وورلد وايد ريسلينغ أليانس
  - بطولة دبليو دبليو دبليو إيه للوزن الثقيل (مرة، حاليا)[1]
- وورلد ريسلينغ كونسيل
  - بطولة دبليو دبليو سي يونيفيرسال للوزن الثقيل (مرة، حاليا)[23]
- وورلد ريسلينغ فيدرايشن
  - بطولة دبليو دبليو إف للفرق الثنائية (مرتان) – مع ريك ستاينر[1][50]
- ريسلينغ اوبسيرفير نيوز ليتلرز أوارد
  - أفضل حركة مصارعة (1989، 1990) فرانكنستاينر
  - مباراة السنة (1991) مع ريك ستاينر ضد هيروشي هاسي وكينزو ساساكي في دبليو سي دبليو/نيوجابان سوبر شو
  - أفضل فريق ثنائي للسنة (1990) مع ريك ستاينر
  - أسوء مباراة لعبت للسنة (2003) ضد تريبل إيتش في نو واي أوت

## وصلات خارجية
- سكوت ستاينر على موقع دبليو دبليو إي (الإنجليزية)
- سكوت ستاينر على موقع WrestlingData.com (الإنجليزية)
- سكوت ستاينر على موقع CageMatch worker (الإنجليزية)
- سكوت ستاينر على موقع قاعدة بيانات المصارعة على الإنترنت (الإنجليزية)
- سكوت ستاينر على موقع عالم المصارعة على الإنترنت (الإنجليزية)

- الموقع الرسمي
- ستاينر في تي إن إيه
- سكوت ستاينر على موقع IMDb (الإنجليزية)
- سكوت ستاينر على موقع قاعدة بيانات الفيلم (الإنجليزية)